# Joseph Galloway
Pour les articles homonymes, voir Galloway (homonymie).
Joseph Galloway (1731–10 août 1803) était un loyaliste américain pendant la révolution américaine après avoir été délégué de la Pennsylvanie au Premier Congrès continental.
Né à West River (Maryland), il suivit son père en Pennsylvanie en 1740, où il reçut une éducation libérale. Il étudia le droit et commença sa carrière à Philadelphie. Il siégea à l'assemblée de Pennsylvanie (1757-1775) et fut par la suite Speaker of the House (1766-1774). Au Congrès continental, il proposa un plan de compromis avec la Grande-Bretagne, afin d'éviter la sécession des treize colonies (Galloway's Plan of Union). Il resta fidèle à la Couronne et se rangea du côté des loyalistes. En décembre 1776, Galloway rejoignit le général anglais William Howe. Il partit pour Londres en 1778 et fut condamné par l'assemblée générale de New York pour trahison.
Il mourut à Watford, dans le Hertfordshire, le 29 août 1803.